# Karské moře
Karské moře (rusky Ка́рское мо́ре) je okrajové moře Severního ledového oceánu severně od ruské Sibiře. Je 1450 km dlouhé, 970 km široké, s plochou přibližně 883 000 km² a průměrnou hloubkou 110 m.

## Etymologie
V nejstarších záznamech ze 16. století se Karské moře nazývá Skytský oceán (Oceanus Scythicus) nebo Arktické moře (Mare Glaciale). Po dlouhou dobu bylo nazýváno jako Narzemské moře; takto ho pojmenoval roku 1601 Leontij Šubin při cestě do Mangazeje. Anglický kartograf Edward Wells ho na své mapě pojmenoval jako Tartarské moře. Karské moře původně bylo jen označení Bajdarackého zálivu podle řeky Kary, která do zálivu ústí. Podle ruského polárníka Vladimira Wiese je název odvozen od něneckého slova „khare“, což znamená „rozlámané ledové kry“. Francouzský diplomat v Rusku Jacques de Campredon ve svých zápisech o Rusku z počátku 18. století moře nazývá Ledové moře a píše, že mu tak říkají Něnci.
Název Karské moře bylo pro současné moře poprvé použito na mapě V. M. Selifontova v roce 1736, sestavené na základě výsledků práce Obsko-dvinského oddělení Velké severní expedice.

## Geografie
Karské moře se rozprostírá od přibližně 70° do 80° severní šířky a od 55° do 105° východní délky. Na západě je moře ohraničeno souostrovím Nové země, které obsahuje čtvrtý a šestý největší ostrov v Evropě. Východní hranice moře představuje souostroví Severní země a poloostrov Tajmyr. Severozápadní hranici tvoří východní konec souostroví země Františka Josefa. V moři je také několik izolovaných ostrovů, od severu k jihu je to Ušakov, Wiese a Osamocení. V moři jsou také ostrovy Arktického institutu, Ostrovy Izvestij CIK, Vajgač a Nordenskjöldovo souostroví. 
Na západě se nachází Barentsovo moře, které hraničí mezi Novou zemí a zemí Františka Josefa, a na jihozápadě je propojeno Karskými vraty a Jugorskou úžinou. Na západě Vilkického průliv propojuje Karské moře s mořem Laptěvů. Na severu hraničí Karské moře se Severním ledovým oceánem.
Na jihu hraničí Karské moře krom jiného s poloostrovem Jamal a Gydským poloostrovem. Z jihu se do moře vlévají obrovské vodní masy Obu a Jeniseje. Díky těmto dvěma veletokům se do moře dostává velké množství sladké vody a jižní část moře je téměř bez soli.
Karské moře je poměrně mělké s průměrnou hloubkou 110 m. V nejhlubším místě, severovýchodně od Nové země, je hloubka 620 m.
Podél severního pobřeží Asie je velké množství zálivů, největšími jsou: Bajdaracký, Obský, Gydský, Jenisejský, Piasinský a Tajmyrský.
Příliv a odliv v Karském moři jsou polodenní, jejich výška dosahuje 50–80 centimetrů. V chladném období má mořský led velký vliv na příliv a na odliv, příliv klesá a přílivová vlna se šíří se zpožděním.
Tvorba ledu začíná v září. Existují významné oblasti stálého ledu o tloušťce až 4 metry. Podél pobřeží se tvoří tzv. rychlý led. Uprostřed moře se pohybují plovoucí ledové kry. V létě se led rozpadá na samostatné masivy.

## Podnebí
Podnebí Karského moře je studené, arktické a se silnými větry. Na podzim a v zimě jsou časté silné vichřice. Červenec je zde typický silnými sněhovými bouřkami. Léto je krátké a plné mlh. Často sněží i v nejteplejším měsíci – v srpnu. V Karském moři je teplota vzduchu téměř celý rok pod 0 °C. V letních měsících teplota často kolísá mezi 5 °C a −1 °C. Drsnost podnebí roste od jihozápadu na severovýchod. Karské moře je jedno z nejstudenějších ruských moří. Pouze v blízkostí ústí řek je v létě teplota až 6 °C.
Většinu roku je Karské moře pokryté ledem.
Slanost Karského moře se pohybuje od 8 ‰ v jižní části (přítok sladké vody) po 33 ‰ na severu.

## Příroda
Moře je bohaté na ryby, jsou zde například obrovská množství síhů. Žijí zde tuleň kroužkovaný, tuleň vousatý (který se živý místními korýši), mrož lední a běluha severní. Dá se zde narazit i na ledního medvěda.
V Karském moři žije 54 druhů ryb. Rybolov se organizuje pouze v zátokách a dolních tocích řek. Z ryb se zde nejčastěji loví arktický omul, muksun, síh malý, koruška evropská, tresky, sajdy a nelma arktická.

## Historie

### Paleohistorie
Moderní vodní plocha Karského moře vznikla ústupem pleistocenního zalednění. V raném pleistocénu byla hladina Severního ledového oceánu o 200–290 metrů nižší než v současnosti, takže ústí Obu a Jeniseje bylo výrazně dál na sever, v hloubi současného Karského moře. 

### První plavby

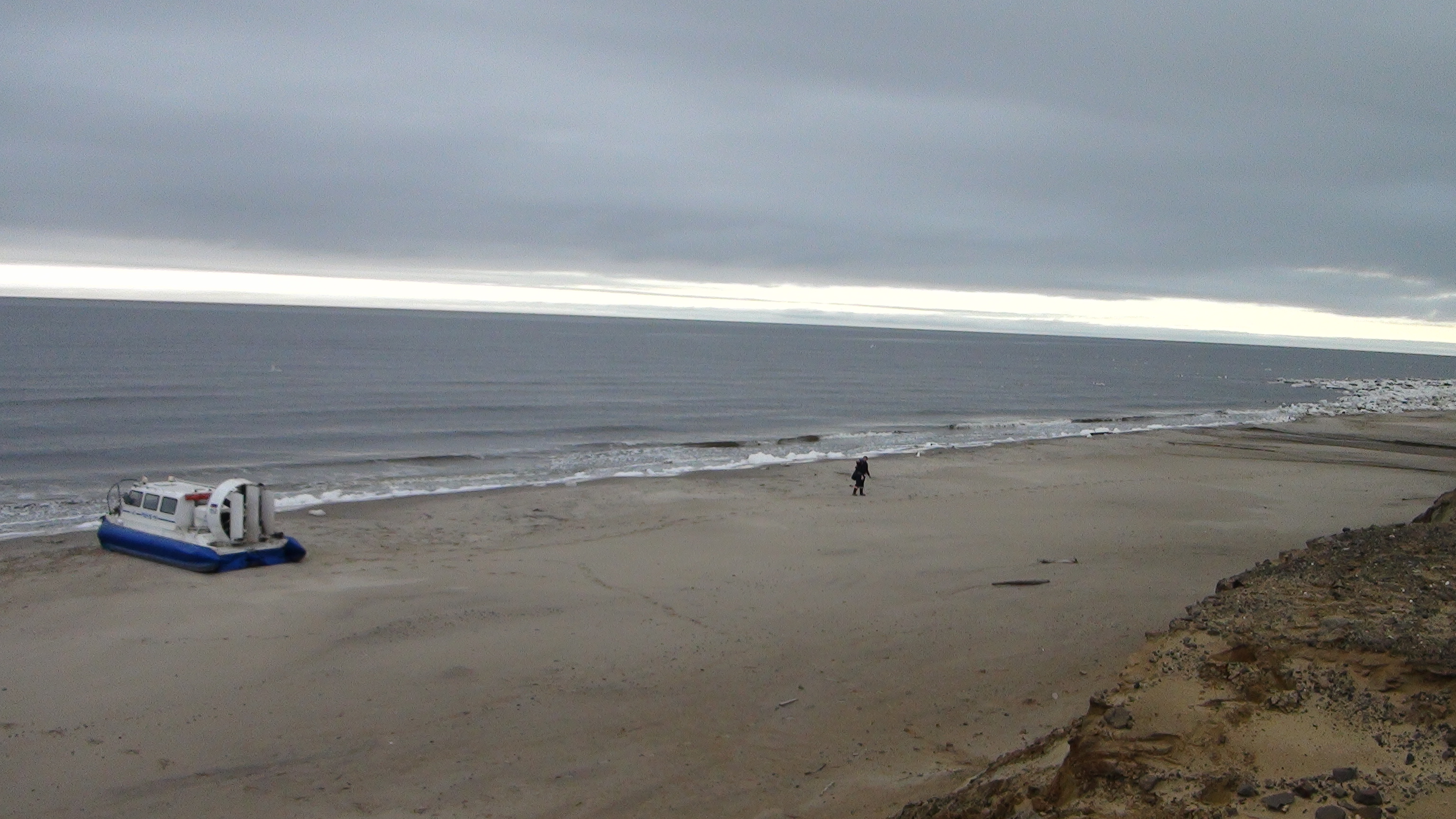
Pobřeží Karského moře

Není známo kdo a kdy se první plavil v Karském moři. Nejstarší dochovaná písemná zmínka je z roku 1556, kdy anglický mořeplavec Stephen Burrough dostal od ruských rybářů a námořníků jasnou představu o ústí Obu do moře. Zaznamenal, že u Karských vrat potkal skupinu ruských rybářů, kteří mu popsali trasu a nabídli mu také doprovod. Burrough se dostal se svou lodí k ostrovu Vajgač, další cestu znesnadňovaly ledové kry a musel se vrátit zpět.
Dalšími cizinci, kteří se jako první po Karském moři plavili, byli:
- mezi lety 1576 a 1580 – Nizozemec Olivier Brunel podnikl jménem Stroganovů po souši cestu od ústí Pečory k ústí Obu.[5]
- 1580 – expedice anglických lodí George (kapitán Arthur Peet) a William (kapitán Charles Jackman)
- 1594 – nizozemská expedice pod velením admirála Cornelise Nye dosáhla ústí Kary
- 1596 – třetí výprava Nizozemce Willema Barentse

Roku 1619 byla na naléhání tobolského gubernátora I. S. Kurakina dekretem cara Michaila I. Fjodoroviče zakázána obchodní plavba Karským mořem, protože se v oblasti pohybovalo stále více anglických a nizozemských obchodních lodí. Kvůli tomu přišel postupný úpadek Mangazeje.

### Obnovení plavby
Ve 30. letech 18. století došlo k obnovení plaveb v Karském moři. Roku 1737 zdolali poručíci Stěpan Gavrilovič Malygin a Alexej Ivanovič Skuratov po moři severní část poloostrova Jamal a poručík Dmitrij Leontěvič Ovcyn se stal prvním člověkem, který se plavil po moři až do Jenisejského zálivu. Roku 1740 dosáhli Fjodor Minin a Dmitrij Stěrlegov 75° 15' severní šířky, což zůstalo až do roku 1878 nejsevernější dosaženou polohou moři.
Roku 1860 proplul Karským mořem škuner Jermak pod velením P. P. Kruzenšterna. O dva roky později se pokusil Kruzenštern plavbu zopakovat, ale škuner uvízl v ledu a byl u západního pobřeží Jamalu rozdrcen ledovými krami.

### 1878–1917
Roku 1878 finský objevitel Adolf Erik Nordenskjöld vedl expedici Vega skrz Karské moře, do kterého pronikl Jugorskými vraty, a obeplul Čeljuskinův mys, pokračoval dále na východ podél sibiřského pobřeží, až se dostal do Jokohamy. Stal se prvním, kdo proplul Severní mořskou cestou. Byla po něm pojmenována skupina asi devadesáti ostrovů ve východní části Karského moře, u pobřeží poloostrova Tajmyr, Nordenskjöldovo souostroví, které bylo objeveno již roku 1740 ruským zeměměřičem Nikiforem Čekinem.
Rok 1912 byl pro ruské objevitele v Karském moři tragický. Tři na sobě nezávislé ruské expedice (Rusanov, Brusilov a Sedov) zamrzly a ztratily se. Většina námořníků zahynula a nepodařilo se je nikdy nalézt. Roky 1913 a 1914 přinesly pátrání po ztracených ruských expedicích, poprvé v dějinách nad Karským mořem létalo letadlo, které neúspěšně pátralo po ztracených expedicích.

### Sovětské období

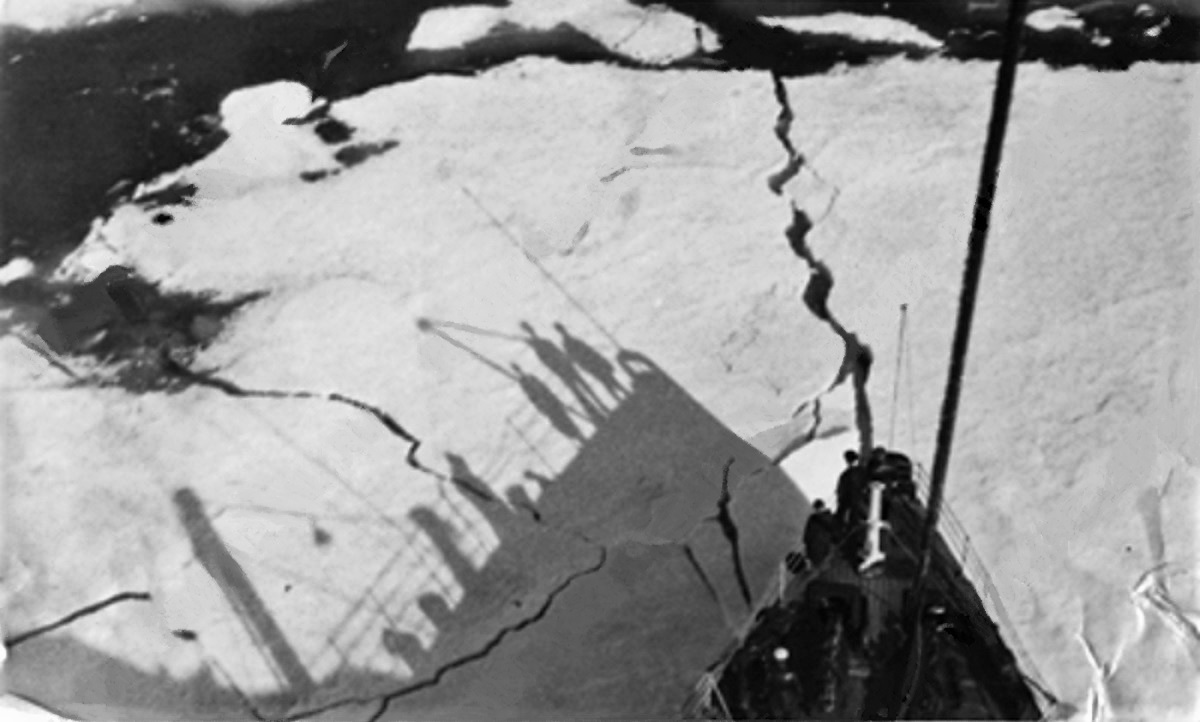
Ledoborec Krasin vplouvá do Karského moře (1933)

Po ruské revoluci v roce 1917 se zvýšil výzkum Karského moře a počet nových expedic. Pokračovalo se v rozvoji Severní mořské cesty. Rapidně se zvyšoval počet polárních základen – v roce 1917 jich bylo pět, roku 1932 už 24, roku 1948 celkem 80 a v 70. letech 20. století jich bylo už více než 100. 
V letech 1929–1930 dovezl ledoborec Georgij Sedov skupinu vědců do Severní země, posledního velkého kusu pevniny, který v sovětské Arktidě zůstával nezmapovaný. 
V letech 1935 a 1936 podnikl ledoborec Sadko pod vedením sovětského polárníka Georgije Ušakova tři vědecké plavby v severním Karském moři a objevil tam osamocený, neobydlený ostrov, který polárníci pojmenovali po svém veliteli – ostrov Ušakov. 
V létě 1942 do Karského moře pronikly německé válečné lodě a ponorky, aby v rámci operace Wunderland zničily co nejvíce sovětských lodí. Německé lodě nebyly připraveny na velké množství ledových ker ani na špatné počasí a mlhy. Přírodní podmínky tak pomohly zachránit většinu sovětského loďstva v Karském moři a operace Wunderland nebyla úspěšná.

## Doprava
Karským mořem prochází Severní mořská cesta. Lodě využívají  následujících přístavů: Dikson, Sabetta (speciální arktický přístav pro LNG), Dudinka, Nový Port a Igarka.
Pro své geografické podmínky je Karské moře z ruských arktických moří nejobtížnějším pro plavbu lodí.
Následující podmínky nepříznivě ovlivňují plavbu Karským mořem:
- velké množství podvodních nebezpečí a mělčin;
- téměř neustálá přítomnost ledu;
- předčasné zamrzání ústí řek;
- absence chráněných kotvišť ve většině moře;
- nedostatečná znalost mořských proudů;
- významný počet mlžných dní, což vylučuje možnost vizuálních a astronomických pozorování;
- nespolehlivý provoz gyroskopů a kompasů.

Karské moře se stává cílem i výletních lodí. V roce 2019 výletní loď Silversea Silver Explorer vplula Severní mořskou cestou do Karského moře.

## Ekologický stav moře
Ve východní části moře se nachází Velká arktická rezervace.
Většina ekologických problémů Karského moře je způsobena znečištěním z Obu a Jeniseje.
Během studené války bylo Karské moře místem tajných pohřebišť jaderného odpadu sovětského námořnictva:
- 1965-1988 – bylo zde potopeno šest jaderných reaktorů sovětských jaderných ponorek a deset dalších jaderných reaktorů.
- V roce 1981 byla poškozená jaderná ponorka K-27[13] potopena v Stěpovojské zátoce na východním pobřeží Malajské země. V rozporu s mezinárodními pravidly byla ponorka potopena v hloubce pouhých 30 metrů. Podle pravidel pro likvidaci námořních plavidel musí být potopení prováděno nejméně v hloubce tří tisíc metrů.[12]
- Podle údajů poskytnutých ruskou vládou Norsku[14] kromě K-27 vyložila sovětská armáda v Karském moři obrovské množství dalšího jaderného odpadu: sedmnáct tisíc kontejnerů, devatenáct lodí s radioaktivním odpadem, stejně jako čtrnáct jaderných reaktorů,[15] z nichž pět obsahovalo nebezpečné vyhořelé palivo. Podle britské BBC se kapalný odpad s nízkou úrovní záření údajně jednoduše ukládal do moře.[12]

V květnu 2020 unikla ropa z tepelné elektrárny v Norilsku a zamořila okolí, hrozilo, že se přes řeku Pjasinu dostane do Karského moře. Prezident Vladimir Putin 3. června 2020 vyhlásil stav nouze a nařídil, že záchranáři musí udělat vše pro to, aby se řekou nedostala ropa do Karského moře. Pomocí zábran se to podařilo a ropa se do moře nedostala.

## Ropa a zemní plyn
V roce 2014 společnost Rosněfť oznámila, že v Karském moři jsou velká ložiska ropy a zemního plynu, odhadem 87 miliard barelů, což je třetina v současné době známých zásob ropy v Saúdské Arábii. Podle Rosněftě celkové zásoby ropy v Karském moři dokonce převyšují zásoby Saúdské Arábie. ExxonMobil si zajistil 33% podíl v ropných polích Karského moře dohodou s Rosněftěm. Rusové dostali přístup k americkému know-how, které by jim umožnilo především rozvíjet ropu v extrémních podmínkách Arktidy. Když Rusko anektovalo Krym, společné americko-ruské podnikání v Karském moři skončilo, protože Západ uvalil na zemi sankce a ExxonMobil se musel stáhnout.
Do roku 2014 probíhaly protesty ekologických organizací proti možnostem těžby ropy v Karském moři. Například v srpnu 2013 ledoborec Arctic Sunrise měl nenásilnou formou protestovat proti budoucímu ropnému vývoji Arktidy. Ledoborec, který vlastní Greenpeace, musel pod hrozbou sankcí ze strany pohraniční stráže opustit moře.
Po skončení spolupráce mezi ExxonMobilem a Rosněftěm byly dočasně pozastaveny další kroky k těžbě ropy v Karském moři. V roce 2019 se v Karském moři objevila čínská vrtná souprava Nan Chaj Pa Chao spolu s flotilou zásobovacích lodí, včetně norských lodí. V létě 2020 společnost Rosněfť začala s novými ropnými průzkumy v oblasti Severní země.
15. prosince 2020 oznámila společnost Rosněfť objev nového ložiska zemního plynu v Karském  moři. Celkové využitelné zásoby odhaduje na 514 miliard kubických metrů a 53 milionů metrických tun plynového kondenzátu. Nové pole bylo pojmenováno po maršálu Konstantinovi Rokossovském.